# 王拯 (清朝)
王拯（1815年—1876年），原名王锡振，字定甫，一字少鹤，号忏甫、忏庵，别署龙壁山人，广西（今属柳州市）马平人，清朝诗人、书画家、官员、学者，是“桐城派”在广西的重要代表人物，“岭西五大家”之一。

## 生平
王拯七歲喪母，依附於其姐。道光二十一年（1841年）考中辛丑恩科三甲34名进士。因敬佩包拯，故改名王拯。授户部主事，充军机章京，迁大理寺少卿。同治三年（1864年）升太常寺卿，署左副都御史，官至通政使。王拯长期在京任职，因直言遭降职。同治四年（1865年）夏末告老还乡，于桂林榕湖经舍、秀峰讲舍讲学。同治十五年（1876年）病逝，终年六十一。

## 成就
王拯工书画，擅散文、诗词。其散文宗桐城派，与吕璜、龙启瑞、朱琦、彭昱尧并称“岭西五大家”。诗词体势雄浑，为当时著名词家。著述颇多，有《龙壁山房文集》5卷、《龙壁山房诗集》17卷、《茂陵秋雨词》、《归方评点史记合笔》等。

## 研究
王拯生平事迹见于《粤西先哲书画集序》、《清画家诗史》及《粤西词见》。

## 延伸阅读
[在维基数据编辑]
 《清史稿·卷423》，出自趙爾巽《清史稿》